# Zurich Insurance Group
Zurich Insurance Group Ltd (ZURN), beter bekend als Zurich, is een Zwitserse verzekeringsmaatschappij met hoofdzetel te Zürich, Zwitserland. Zurich Insurance Group is de grootste Zwitserse verzekeraar. Vanaf 2013 was Zurich de 75ste grootste publieke vennootschap volgens de Forbes Global 2000 en 2011 stond het op de 94ste plaats in de Interbrand top100.
Zurich is een wereldwijde verzekeringsmaatschappij; ingedeeld in drie hoofdsegmenten: General Insurance (algemene verzekeringen), Global Life (levensverzekering) en Farmers. Het bedrijf heeft zo'n 55.000 mensen in dienst en bedient cliënten in meer dan 170 landen. De aandelen van Zurich Insurance Group staan genoteerd op de SIX Swiss Exchange.

## Activiteiten
Zurich Insurance Groep biedt algemene en levensverzekeringsproducten aan voor individuen en ondernemingen, waaronder autoverzekeringen, huisverzekeringen, algemene aansprakelijkheidsverzekeringen, levensverzekeringen en ernstige ziekten, spaar-, beleggings- en pensioenplanning.
De activiteiten zijn ingedeeld in drie hoofdsegmenten.
- General Insurance: de afdeling algemene verzekeringen levert auto-, huis- en commerciële producten en diensten aan individuen, kleine en middelgrote ondernemingen en aan grote multinationals.
- Global Life: Zurich’s Global Life biedt cliënten levensverzekeringen aan,[5] spaar-, investerings- en pensioenoplossingen.
- Farmers: Het segment Farmers van Zurich omvat managementdiensten voor landbouwers, dat niet-claimgerelateerde managementdiensten levert aan Farmers Exchange (geen eigendom van Zurich), evenals als aan Farmers RE, met inbegrip van in herverzekering ontvangen verzekeringen van de Farmers Exchange door de groep. De Farmers Insurance Group van Zurich is de op twee na grootste verzekeringsgroep in de Verenigde Staten.[6]

Zurich staat genoteerd op de SIX Swiss Exchange onder het symbool ZURN. De aandelen zijn opgenomen in de SMI aandelenindex.

## Geschiedenis
De maatschappij werd opgericht in 1872 als zeeherverzekering onder de naam 'Versicherungs-Verein' (verzekeringsvereniging), een filiaal van Schweiz Marine Company. In 1998 fuseerde het met de afdeling financiële diensten van British American Tobacco (BAT) en veranderde de naam in Zürich Financial Services Group. De aandeelhouders van Zürich kregen een belang van 55% in de combinatie en die van BAT de rest. Met de activiteiten van BAT kwam het bedrijf in Europa op de derde plaats van verzekeraars, na het Franse AXA-UAP en het Duitse Allianz. De groep werd ook groter in de Verenigde Staten omdat BAT eigenaar was van de verzekeraar Farmers. In 2000 werd de maatschappij na een aantal overnames omgevormd tot één holdingmaatschappij - Zurich Financial Services.
In april 2012 wijzigde Zurich Financial Services zijn naam in Zurich Insurance Group. De naamsverandering weerspiegelt het gegeven dat Zurich zijn businessportefeuille de afgelopen jaren heeft gestroomlijnd om zich toe te leggen op verzekeringen. In een verklaring legde de groep de filosofie achter de naamsverandering uit. "Ter verduidelijking van deze strategische focus en doelstelling werd de verwijzing naar de financiële diensten binnen het bedrijf vervangen door een verwijzing naar de verzekeringsactiviteiten van de Groep".
Op 11 september 2013 benoemde Zurich de Nederlander Tom de Swaan tot raadsvoorzitter.

### Tijdlijn[10]

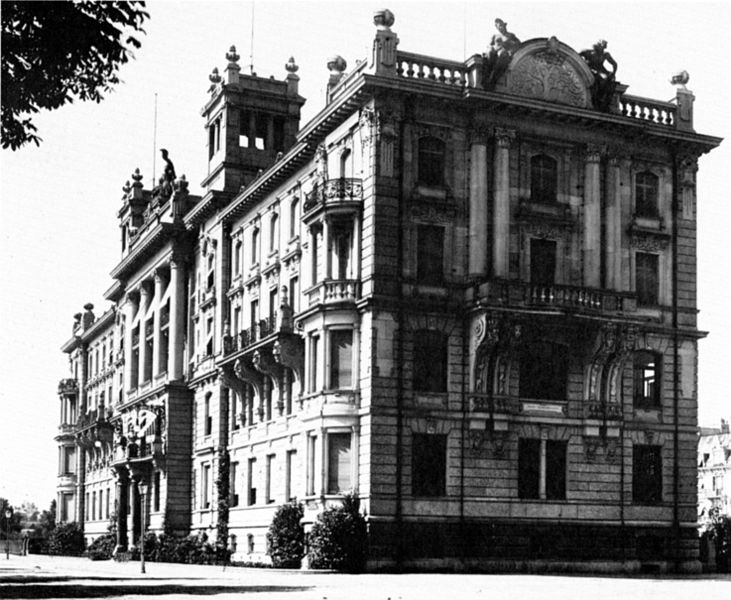
Hoofdkwartier van Zurich - toen nog Zurich General Accident and Liability Insurance - in Zurich omstreeks 1905

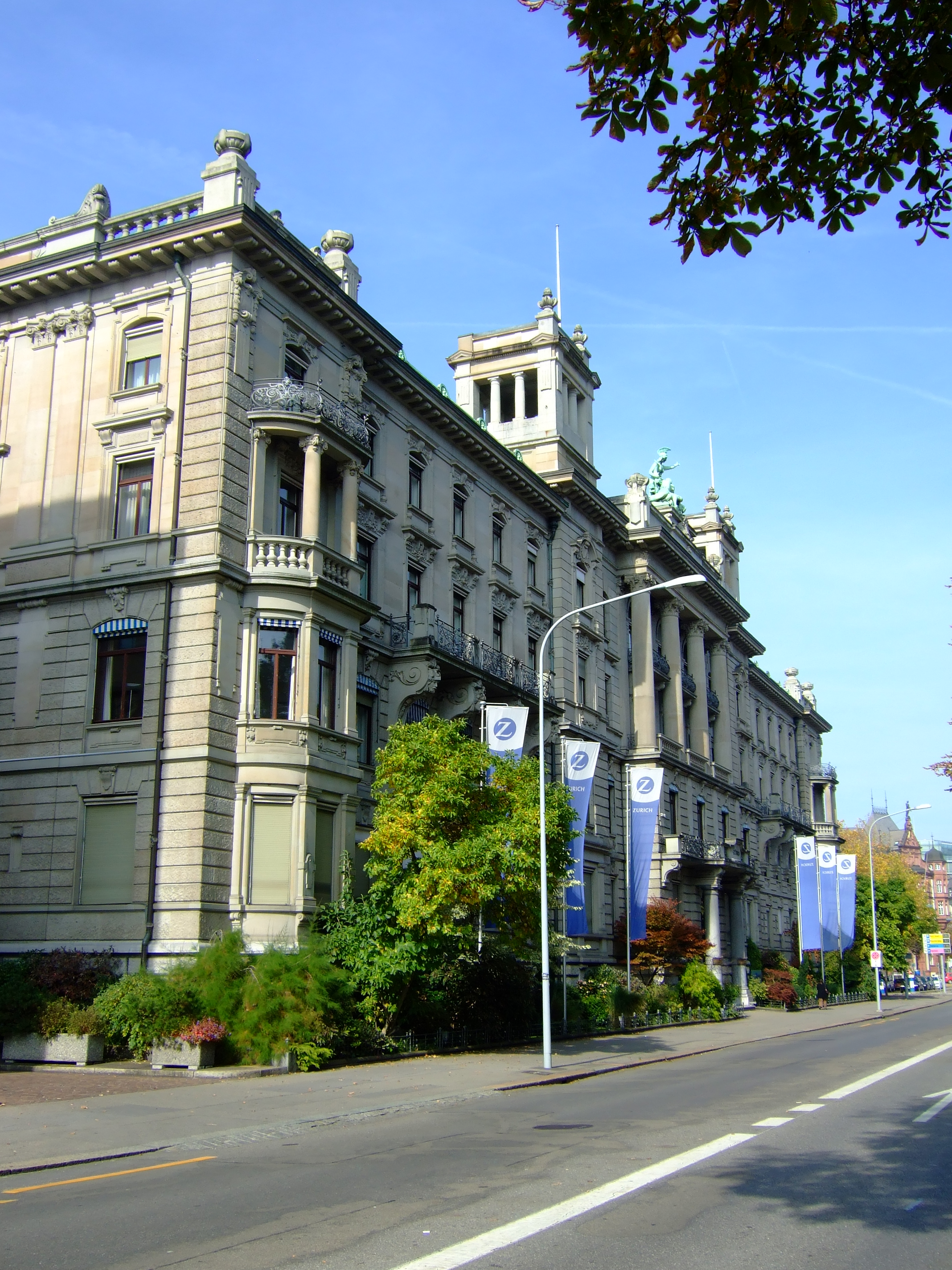
Het hoofdkantoor in Zürich

- 1872 - Zurich werd opgericht als zeeherverzekeraar onder de naam 'Versicherungs-Verein'
- 1875 - Zurich verlegt zijn focus naar ongevallenverzekering en verandert zijn naam in Zurich Transport and Accident Limited
- 1880 - Zurich laat de zeeverzekering achter zich na een zwaar verlies
- 1894 - Zurich verandert zijn naam in Zurich General Accident & Liability Insurance Limited
- 1912 - Zurich verkrijgt de nodige vergunningen om kantoren te openen in de VS
- 1915 - Zurich koopt voor het eerst een volledige onderneming, namelijk het in Barcelona gevestigde Hispania Compania General de Seguros
- 1922 - Zurich doet zijn intrede op de algemene verzekeringsmarkt in het VK als eerste buitenlandse verzekeringsmaatschappij met een afdeling ongevallen.
- 1922 - Zurich start de VITA Life Insurance Company op in Zwitserland
- 1925 - Zurich wordt de officiële verzekeraar voor alle nieuwe verkochte Ford-wagens in het VK
- 1929 - De Zurich Fire Insurance Company van New York wordt opgericht
- 1939 - De American Guarantee and Liability Company wordt opgericht in New York
- 1955 - Zurich profileert zichzelf als one-stop verzekeraar voor de groothandel en verandert zijn naam in Zurich Insurance Company
- 1976 - De Internationale afdeling wordt opgericht
- 1978 - De afdeling Risk Engineering wordt opgericht
- 1986 - Zurich krijgt een verzekeringsvergunning voor Japan
- 1996 - Zurich Capital Markets wordt opgericht
- 1997 - Zurich verwerft een meerderheidsbelang in Scudder, Stevens & Clark, New York, een zuiver financiële, niet-verzekeringsgeoriënteerde maatschappij
- 1998 - Zurich fuseert met de afdeling financiële diensten van BAT en wordt Zurich Financial Services
- 2003 - Zurich Way wordt gelanceerd om de voornaamste zakelijke processen te standaardiseren en de best practices te delen
- 2005 - Zurich lanceert zijn wereldwijde campagne 'Because change happenz'
- 2008 - Zurich HelpPoint wordt geïntroduceerd
- 2010 - Zurich wordt voor het eerst opgenomen bij de wereldwijde topmerken door Interbrand ranking
- 2012 - Zurich Financial Services Ltd verandert zijn naam in Zurich Insurance Group Ltd

## Resultaten
op 31 december 2012 had de onderneming een kapitaalpositie met een Solvency 1-ratio van 278% en een Swiss Solvency-testratio van 178% op 1 juli 2012, ver boven de gemiddelde kapitaalvereisten. De sterkte van de balans van Zurich wordt weerspiegeld in de verslagen van de ratingkantoren. Vanaf 21 maart 2011 kreeg Zurich een rating ‘AA-/stabiel’ van Standard & Poor's, ‘Aa3/stabiel’ van Moody's, en A+/stabiel’ van A.M Best.
Alle onderstaande cijfers zijn voor het jaar dat eindigde op 31 december en worden uitgedrukt in miljoenen US$, tenzij anders aangegeven.
| 31 december van | Inkomsten (milj. US$) | Winst voor belastingen (milj. US$) | Winst na belastingen (milj. US$) | Basiswinst per aandeel (CHF) |
| --------------- | --------------------- | ---------------------------------- | -------------------------------- | ---------------------------- |
| 2012            | 70 414                | 4075                               | 3878                             | 24,79                        |
| 2011            | 52 983                | 4243                               | 3750                             | 22,69                        |
| 2010            | 67 857                | 4862                               | 3507                             | 23,59                        |
| 2009            | 70 272                | 4531                               | 3236                             | 24,39                        |
| 2008            | 32 349                | 2663                               | 3116                             | 23,35                        |

## Corporate governance
In 2009 werd Zurich door Charity Times bekroond met de prijs 'Beste verzekeringsdiensten' en kwam in 2010 opnieuw terecht op de lijst met geselecteerde kandidaten.
Volgens de website van de onderneming doneerde de Zurich Community Trust (VK) sinds 1981 meer dan £60 miljoen ter bestrijding van ernstige sociale problemen. Dit doet ze door jaarlijks meer dan 600 goede doelen te steunen, wat een impact heeft op het leven van meer dan 80.000 mensen. Zurich was een van de eerste ondernemingen die de Community Mark from Business in the Community ontving, en wist deze met succes drie jaar lang te behouden.